# Буковица и Равни Котари — 1. део
„Буковица и Равни Котари — 1. део” је југословенски документарни ТВ филм из 1974. године. Режирао га је Милан Ковачевић који је написао и сценарио.

## Улоге
| Глумац          | Улога   |
| --------------- | ------- |
| Милан Ковачевић | Наратор |